# Wynyard Park
Wynyard Park är en park i Australien. Den ligger i delstaten New South Wales, i den sydöstra delen av landet, nära delstatshuvudstaden Sydney. Wynyard Park ligger 60 meter över havet.
Trakten är tätbefolkad. Närmaste större samhälle är Sydney, nära Wynyard Park. 
Runt Wynyard Park är det i huvudsak tätbebyggt. Genomsnittlig årsnederbörd är 1 380 millimeter. Den regnigaste månaden är februari, med i genomsnitt 200 mm nederbörd, och den torraste är juli, med 36 mm nederbörd.